# Альтернативні теорії гравітації
Альтернативними теоріями гравітації прийнято називати теорії гравітації, що існують як альтернативи загальній теорії відносності (ЗТВ) або суттєво (кількісно чи якісно) змінюють її. До альтернативних теорій гравітації часто відносять взагалі будь-які теорії, що не збігаються із загальною теорією відносності хоча б у деталях або якось узагальнюють її. Проте, нерідко теорії гравітації, особливо квантові, що збігаються із загальною теорією відносності в низькоенергетичній границі, «альтернативними» не називають.

## Класифікація альтернативних теорій гравітації
У фізиці XVII—XIX століть домінівною теорією гравітації була теорія Ньютона. Нині більшість фізиків основною теорією гравітації вважають загальну теорію відносності, оскільки весь наявний масив експериментів і спостережень узгоджується з нею (див. Передбачення загальної теорії відносності). Однак ЗТВ має низку суттєвих проблем, що призводить до спроб її модифікації або до подання нових теорій. Сучасні теорії гравітації можна розбити на такі основні класи:
1. Метричні теорії. Сюди відносять ЗТВ, релятивістську теорія гравітації (РТГ) Логунова та інші.
2. Неметричні теорії на зразок теорії Ейнштейна — Картана.
3. Векторні теорії.
4. Скалярно-тензорні теорії. Такою, зокрема, є теорія Йордана — Бранса — Діке.
5. Теорії, альтернативні класичній теорії Ньютона. Відомими є гравітація Ле-Сажа та модифікована ньютонівська динаміка (МОНД).
6. Теорії квантової гравітації представлені цілою серією різновидів.
7. Теорії об'єднання різних фізичних взаємодій. Тут можна вказати теорію супергравітації та теорію струн.

Загальний список теорій гравітації з посиланнями наведено нижче.

## Причини створення альтернативних теорій гравітації
Зроблено сотні спроб створення ідеальної теорії гравітації. За мотивацією ці спроби потрапляють у 3 широкі категорії:
- Прямі альтернативи загальній теорії відносності (ЗТВ), як-от теорія Ейнштейна — Картана, скалярно-тензорна теорія гравітації (теорія Бранса — Дікке), біметрична теорія Розена або релятивістська теорія гравітації Логунова.
- Спроби створення квантової теорії гравітації, найвідомішою з яких є петльова квантова гравітація.
- Класичні єдині теорії поля, що поєднують гравітацію з електромагнетизмом і, можливо, іншими (зазвичай гіпотетичними) силами, наприклад, теорія Калуци — Клейна, теорія Шмутцера.

Ця стаття описує лише прямі альтернативи ЗТВ, квантові теорії гравітації є предметом статті «Квантова гравітація», єдині теорії поля описані у відповідній статті, як і спроби створення теорії всього.
Приводи до створення теорій гравітації змінювалися з часом, історично першими були спроби пояснити рух планет (з цим успішно впоралася ньютонівська гравітація) і супутників, зокрема, Місяця. Потім настав час комбінованих теорій гравітації та світла, що спиралися на концепцію ефіру або корпускулярну теорію світла, як приклад можна назвати теорію гравітації Фатіо — Лесажа. Після того, як уся фізика змінила свій характер після створення спеціальної теорії відносності, виникла потреба поєднати останню з гравітаційними силами. Тоді ж експериментальна фізика дійшла у своєму розвитку до перевірки основ теорії відносності та гравітації: лоренц-інваріантності, гравітаційного відхилення світла та еквівалентності інертної та гравітаційної мас (експеримент Етвеша). Ці експерименти та інші міркування привели зрештою до загальної теорії відносності.
Після цього мотивація різко змінила характер. Гравітація пішла з основного фокусу докладання сил для розвитку фізики — ним став розвиток квантової механіки та квантової теорії поля, натхненний відкриттями в атомній, ядерній фізиці та фізиці елементарних частинок. З'єднання квантової механіки навіть зі спеціальною теорією відносності виявилося настільки складним, що квантова теорія поля досі не є закінченою галуззю фізичного знання. Спроби ж поєднати принципи квантової механіки із загальною теорією відносності не можна визнати цілком успішними (див. статтю «Квантова гравітація»).
Після створення ЗТВ були спроби як поліпшити ранні теорії, так і розробити нові, які враховують нові концепції. Використовувалися різні підходи, наприклад, додавання до ЗТВ врахування спіну, введення розширення Всесвіту в рамки основного (незбуреного) простору теорії, вимога відсутності сингулярностей.
Експериментальна техніка досягала нових висот і висувала більш жорсткі обмеження на теорії гравітації. Багато підходів, розроблені невдовзі після створення ЗТВ, було спростовано, і загальна тенденція має характер розробки все загальніших форм теорій гравітації, які досягли зрештою певної досконалості в тому сенсі, що яким би не було виявлене експериментальне відхилення від ЗТВ, знайдеться теорія, яка його описує.
До 1980-х років зростання точності експериментів призвело до повного відхилення всіх теорій гравітації, крім того їх класу, який включає ЗТВ як граничний випадок. Ці теорії можна відхилити, виходячи з принципу «бритви Оккама» до надійного виявлення й експериментального підтвердження відхилення від передбачень ЗТВ. Незабаром фізики-теоретики захопилися струнними теоріями, які виглядали дуже перспективно. У середині 1980-х років у декількох експериментах нібито виявлено відхилення від ЗТВ на малих відстанях (від сотень метрів і менше), які назвали проявами «п'ятої сили». Наслідком став короткочасний сплеск активності в струнних теоріях гравітації, але ці експериментальні результати не знайшли підтвердження (станом на 2009 рік ньютонівський характер сил гравітаційного тяжіння перевірено аж до масштабів у десятки мікрометрів).
Нові спроби розробити альтернативні теорії гравітації майже виключно надихаються космологічними причинами, асоційованими з такими концепціями, як «інфляція», «темна матерія» та «темна енергія» або їх замінниками. Основною ідеєю при цьому є згода сучасної гравітації з гравітаційною взаємодією в ЗТВ, але за передбачуваного сильного відхилення від неї в ранньому Всесвіті. Вивчення аномалії «Піонерів» останнім часом також викликало сплеск інтересу до альтернатив ЗТВ, але зафіксоване відхилення, ймовірно, занадто велике, щоб його можна було пояснити з позицій будь-якої з цих новітніх теорій.

## Позначення
Див. тензорний аналіз, диференціальна геометрія, математичне формулювання загальної теорії відносності.
Латинські індекси пробігають значення від 1 до 3, грецькі від 0 до 3. Часовий індекс, як правило, 0. Використовується угода Ейнштейна для підсумовування за повторюваними ко- і контраваріантними індексами.
{\displaystyle \eta _{\mu \nu }\;} — метрика Мінковського, {\displaystyle g_{\mu \nu }\;} — тензор, зазвичай метричний тензор. Сигнатура метрики {\displaystyle (-,+,+,+)\;.}
Коваріантна похідна записується як {\displaystyle \partial _{\mu }\varphi \;} або як {\displaystyle \varphi _{;\mu }\;.}

## Ранні теорії (1686—1916)
Основне джерело: Пайс (1989).
Ранні теорії гравітації, тобто всі теорії, розроблені до ЗТВ, включають теорію Ньютона (1686), її різноманітні модифікації (зокрема, Клеро і Гілла), а потім релятивістські теорії: теорію Пуанкаре (1905), Ейнштейна (1912a і b), Ейнштейна — Гроссмана (1913), Нордстрьома (1912, 1913) та Ейнштейна — Фоккера (1914).

### Теорія Ньютона (1686)
У теорії Ньютона (1686), переписаній у сучасних термінах, поле густини маси {\displaystyle \rho } генерує скалярне поле гравітаційного потенціалу {\displaystyle \varphi } так (з точністю до сталої):
{\displaystyle \Delta \varphi =4\pi G\rho }, де {\displaystyle \Delta \varphi =\nabla ^{2}\varphi =\operatorname {div} \operatorname {grad} \varphi }, {\displaystyle G} — гравітаційна стала, {\displaystyle \Delta } — оператор Лапласа, квадрат набли — скалярний.
Зокрема, для сферично-симетричної маси {\displaystyle M} (включно з точковою), скалярне поле поза нею, приймаючи потенціал на нескінченності рівним нулю, дорівнює
{\displaystyle \varphi =-G{M \over r}}, де {\displaystyle r} — відстань від даної точки до центра симетрії.
Скалярне поле, у свою чергу, впливає на траєкторію вільно рухомої частки так:
{\displaystyle {d^{2}x^{j} \over dt^{2}}+{\partial \varphi  \over \partial x^{j}}=0} або {\displaystyle {\ddot {x}}+\operatorname {grad} \varphi =0}.
Потенціальна енергія точкової маси дорівнює:
{\displaystyle P=\varphi M}, де {\displaystyle P} — потенціальна енергія, {\displaystyle M} — величина маси.
Іноді використовують формалізм із додатним потенціалом, притягальні маси в цьому випадку утворюють «потенціальні горби», а не «ями», лінії градієнта потенціалу не виходять з притягальних мас, а, навпаки, входять у них. У попередніх позначеннях:
зв'язок поля потенціалу з полем густини маси: {\displaystyle \Delta \varphi =\nabla ^{2}\varphi =\operatorname {div} \operatorname {grad} \varphi =-4\pi G\rho },
випадок сферично-симетричної маси: {\displaystyle \varphi =G{M \over r}},
вплив на матеріальну точку: {\displaystyle {d^{2}x^{j} \over dt^{2}}={\partial \varphi  \over \partial x^{j}}} або {\displaystyle {\ddot {x}}=\operatorname {grad} \varphi },
потенціальна енергія {\displaystyle P=-\varphi M}.
Теорія Ньютона та її переформульований Лагранжем варіант (зі введенням варіаційного принципу), ніяк не пояснюють фізичного механізму тяжіння і, природно, не беруть до уваги релятивістських ефектів. Тому ньютонівська модель зараз не можна розглядати як прийнятну теорію гравітації. Тим не менш, теорію Ньютона, як теорію, з великою точністю підтверджену експериментами, згідно з принципом відповідності, має відтворювати будь-яка теорія гравітації як границю за слабкого гравітаційного поля та малих швидкостей руху тіл.

### Механічні моделі (1650—1900)
Ньютон на запитання про причини тяжіння відповідав: «Гіпотез не вигадую». Його послідовники не були настільки педантичними в щодо цього і висунули низку механічних версій пояснення тяжіння. З модифікацій ньютонівської теорії виділяється теорія Лесажа (корпускулярна модель) та її модифікації. Пуанкаре (1908) порівняв усі відомі на той час теорії та дійшов висновку, що тільки теорія Ньютона коректна. Інші моделі пророкують дуже великі надсвітлові швидкості гравітаційної взаємодії, що призвело б до дуже швидкого розігріву Землі внаслідок зіткнень її частинок із частинками, які викликають гравітаційне тяжіння тіл, чого не спостерігається.
Ось короткий список цих теорій:
- Рене Декарт (1644) і Християн Гюйгенс (1690) залучали до пояснення гравітації вихори корпускул, які заповнюють весь порожній простір.
- Роберт Гук (1671) та Джеймс Челліс[en] (1869) припускали, що кожне тіло випромінює хвилі, які призводять до тяжіння ним інших тіл. Ніколас Фатіо де Дюйє (1690) і Жорж-Луї Лесаж (1748) запропонували корпускулярну модель, яка використовує ефект затінення одного тіла іншим від потоків корпускул, які прибувають постійно з усіх боків (теорія гравітації Лесажа). Пізніше подібну модель розробив Гендрік Антон Лоренц, проте замість корпускул він використав електромагнітні хвилі.
- Ісаак Ньютон (1675) та Ріман (1853) стверджували, що тяжіння тіл є наслідком взаємодії з потоками ефіру.
- Ньютон (1717) та Леонард Ейлер (1760) запропонували модель, згідно з якою ефір біля тіл стає розрідженим, що приводить до сили, спрямованої до тіла.
- Кельвін (1871) запропонував пульсаційну модель гравітації та електромагнетизму.

Відхилення в русі небесних тіл від розрахованих за ньютонівською теорією приводили до розгляду законів тяжіння, відмінних від ньютонівських. Так наприклад, для пояснення відхилень у русі Місяця у свій час застосовували формулу Клеро
{\displaystyle F=m_{1}m_{2}\left({\frac {G}{r^{2}}}+{\frac {H}{r^{4}}}\right)\,,}
а потім Гілла (її ж, але з іншими параметрами, що не збігаються з місячними, використав С. Ньюком (1895) під час розробки теорії руху внутрішніх планет Сонячної системи та складання Сонячних таблиць, через які потім визначено ефемеридну секунду)
{\displaystyle F=G{\frac {m_{1}m_{2}}{r^{2+\delta }}}\,,\quad |\delta |\ll 1\,.}
З розвитком небесної механіки з'ясувалося, що ці відхилення не вимагають модифікації теорії тяжіння, а викликані іншими причинами.
Нині існують також різноманітні «вихрові» та «ефіродинамічні» теорії гравітації, а іноді й електромагнетизму (їх розвивають В. А. Ацюковський, Воронков, Леонов, Риков та інші автори). До них можна докласти переважно все ті ж заперечення Пуанкаре, тому нині більшість учених вважають такі спроби псевдонауковими.

### Електричні моделі (1870—1900)
Кінець XIX століття ознаменувався поширенням теорій тяжіння, пов'язаних із отриманими законами електромагнітної взаємодії, як-от закони Вебера, Гаусса, Рімана та Максвелла. Ці моделі повинні були пояснити єдиний аномальний результат небесної механіки: неузгодженість обчислюваного і спостережуваного рухів перигелію Меркурія. 1890 році Леві вдалося отримати стабільні орбіти та необхідну величину зсуву перигелію, скомбінувавши закони Вебера та Рімана. Іншу успішну спробу зробив 1898 року П. Герберу. Тим не менш, оскільки початкові електродинамічні потенціали виявилися хибними (наприклад, закон Вебера не увійшов до остаточної теорії електромагнетизму Максвелла), ці гіпотези відкинуто як довільні. Деякі інші спроби, які вже використовували теорію Максвелла (наприклад, теорія Г. Лоренца 1900 року) давали занадто малу прецесію.

### Лоренц-інваріантні моделі (1905—1910)
Близько 1904—1905 років праці Г. Лоренца, А. Пуанкаре та А. Ейнштейна заклали фундамент спеціальної теорії відносності, виключивши можливість поширення будь-яких взаємодій швидше, ніж зі швидкістю світла. Таким чином, постало завдання замінити ньютонівський закон гравітації іншим, сумісним із принципом відносності, але таким, що за малих швидкостей і гравітаційних полів дає майже ньютонівські ефекти. Такі спроби зроблили А. Пуанкаре (1905 та 1906), Г. Мінковський (1908) та А. Зоммерфельд (1910). Однак усі розглянуті моделі давали надто малу величину зсуву перигелію. 1907 року Ейнштейн дійшов висновку, що для опису гравітаційного поля слід узагальнити тодішню теорію відносності, яку зараз називають спеціальною. Від 1907 до 1915 року Ейнштейн послідовно йшов до нової теорії, використовуючи як дороговказ свій принцип відносності.

### Ейнштейн (1912), Ейнштейн та Гроссман (1913)
Публікація Ейнштейна 1912 року (у двох частинах) важлива лише в історичному плані. На той час він знав про гравітаційне червоне зміщення і про відхилення світла. Ейнштейн розумів, що перетворення Лоренца у загальному випадку хибні за наявності гравітаційного поля, але застосував їх як евристичний засіб. Ця теорія стверджувала, що швидкість світла у вільному від матерії просторі є сталою величиною, але змінюється у присутності матеріальних тіл, створюючи цим гравітаційний ефект. Теорія обмежувалася стаціонарними гравітаційними полями і включала принцип найменшої дії:
{\displaystyle \delta \int ds=0\,,\qquad ds^{2}=\eta _{\mu \nu }dx^{\mu }dx^{\nu }\,,\quad \eta _{\mu \nu }=diag\{-c^{2}(x^{i}),1,1,1\}.}
Потім Ейнштейн і Гроссман (1913) вже використали псевдоріманову геометрію та тензорний аналіз:
{\displaystyle \delta \int ds=0\,,\qquad ds^{2}=g_{\mu \nu }dx^{\mu }dx^{\nu }\,.}
У їхній праці рівняння електродинаміки вже точно збігалися з рівняннями в ЗТВ. Крім того, використовувалося додаткове рівняння (не завжди істинне в ЗТВ)
{\displaystyle T^{\mu \nu }=\kappa \rho {dx^{\mu } \over ds}{dx^{\nu } \over ds}\,,}
яке виражає тензор енергії-імпульсу як функцію густини матерії.

### Дві теорії Нордстрема (1912), (1913)
Перший підхід Нордстрема (1912) полягав у спробі зберегти метрику Мінковського та сталість швидкості світла {\displaystyle c}, увівши залежність маси від потенціалу гравітаційного поля {\displaystyle \varphi \,.} Припустивши, що {\displaystyle \varphi } задовольняє рівняння
{\displaystyle \Box \varphi =\rho \,,}
де {\displaystyle \rho } — густина енергії маси спокою, а {\displaystyle \Box } — даламбертіан, і ввівши залежність
{\displaystyle m=m_{0}\exp(\phi /c^{2})\,,}
Нордстрем запропонував таке рівняння
{\displaystyle -{\partial \varphi  \over \partial x^{\mu }}={\dot {u}}_{\mu }+{u_{\mu } \over c^{2}{\dot {\varphi }}}\,},
де {\displaystyle u} — 4-швидкість, а точка позначає диференціювання за часом.
Друга спроба Нордстрема (1913) увійшла до історії як перша внутрішньо несуперечлива релятивістська польова теорія гравітації. З варіаційного принципу (зазначимо, що використовуються позначення Пайса (1989), а не Нордстрема):
{\displaystyle \delta \int \psi ds=0\,},
{\displaystyle ds^{2}=\eta _{\mu \nu }dx^{\mu }dx^{\nu }\,},
де {\displaystyle \psi } — скалярне поле, у цій теорії випливали такі рівняння руху
{\displaystyle -{\partial T^{\mu \nu } \over \partial x^{\nu }}=T{1 \over \psi }{\partial \psi  \over \partial x_{\mu }}\,}.
Ця теорія була лоренц-інваріантною, містила закони збереження, коректно відтворювала ньютонівську границю та задовольняла слабкому принципу еквівалентності.

### Абрагам (1914)
Приблизно в цей час Абрагам розвивав альтернативну модель, у якій швидкість світла залежала від гравітаційного потенціалу. Огляд Абрагама (1914) різних гравітаційних моделей відомий як один із найкращих у своїй галузі, проте його власна модель не витримала критики.

### Ейнштейн і Фоккер (1914)
Ця теорія була першою спробою сформулювати явно загальноковаріантну теорію гравітації. Записавши
{\displaystyle \delta \int \psi ds=0\,,}
{\displaystyle ds^{2}=g_{\mu \nu }dx^{\mu }dx^{\nu }\,,}
{\displaystyle g_{\mu \nu }=\psi ^{2}\eta _{\mu \nu }\,,}
Ейнштейн і Фоккер показали тотожність побудови Ейнштейна — Гроссмана (1913) та Нордстрема (1913). Додаткове рівняння гравітаційного поля постульовано в такій формі:
{\displaystyle T\,\propto \,R,}
тобто слід тензора енергії-імпульсу пропорційний скалярній кривині простору-часу.

### Загальна теорія відносності
Теорія Ейнштейна, викладена у двох роботах 1916 і 1917 року, — це те, що нині має назву «загальна теорія відносності». Повністю відмовившись від метрики Мінковського, Ейнштейн отримав:
{\displaystyle \delta \int \psi ds=0\,},
{\displaystyle ds^{2}=g_{\mu \nu }dx^{\mu }dx^{\nu }\,},
{\displaystyle R_{\mu \nu }=8\pi G(T_{\mu \nu }-g_{\mu \nu }T/2)\,},
що можна також записати як
{\displaystyle T^{\mu \nu }={1 \over 8\pi G}(R^{\mu \nu }-g^{\mu \nu }R/2)\,}.
За п'ять днів до Ейнштейна Гільберт надіслав до друку роботу «Основи фізики», яка містить по суті ті ж рівняння, але виведені з варіаційного принципу стосовно електродинаміки Мі. Питанням пріоритету присвячено частину окремої статті «Питання пріоритету в теорії відносності». Гільберт першим записав правильну дію Ейнштейна — Гільберта для ЗТВ:
{\displaystyle S={1 \over 16\pi G}\int R{\sqrt {-g}}d^{4}x+S_{m}\,},
де {\displaystyle G} — гравітаційна стала Ньютона, {\displaystyle R=R_{\mu }^{\mu }} — скалярна кривина (скаляр Річчі) простору-часу, {\displaystyle g=|g_{\mu \nu }|} — визначник матриці компонентів метричного тензора, {\displaystyle S_{m}} — дія негравітаційних полів (масивних частинок, електромагнітного поля тощо).
ЗТВ є тензорною теорією, оскільки всі її рівняння містять лише тензорні величини. Теорії Нордстрема, з іншого боку, є скалярними, оскільки гравітаційне поле в них є скаляром. Далі розглянуто також скалярно-тензорні теорії, які, на додачу до тензорів ЗТВ, містять також скалярні величини (одну або кілька), а також інші поширені нині варіанти, що містять векторні поля.

## Теорії від 1917 до 1980-х років
Основні джерела: Вілл (1986), Вілл (2006). Див. також Ні (1972), Тредер (1973), Ланг (2002), Туришев (2007).
Ця частина включає огляд альтернатив ЗТВ, розроблених після неї, але до виявлення особливостей диференціального обертання галактик, що привело до гіпотези існування темної матерії.
Вони включають теорії (перерахування в хронологічному порядку, гіперпосилання ведуть у відповідні частини цієї статті): Вайтгеда (1922), Картана (1922, 1923), Фірца й Паулі (1939), Біркгофа (1943), Мілна (1948), Тірі (Thiry) (1948), Папапетру (1954a, 1954b), Літтдвуда (1953) Йордана (1955), Бергмана (1956), Белінфанте і Цвайгарта (1957), Їлмаза (Yilmaz) (1958, 1973), Бранса і Дікке (1961), Вітроу та Мордука (Whitrow & Morduch) (1960, 1965), Кустаанхеймо (1966), Кустаанхеймо і Нуотіо (1967), Дезера і Лорена (1968), Пейджа і Таппера (1968), Бергмана (1968), Болліні — Джамбіні — Тіомно (Bollini — Giambini — Tiomno) (1970), Нордведта (1970), Вагонера (1970), Розена (1971, 1975), Ні (1972, 1973), Вілла і Нордведта (1972), Геллінгса і Нордведта (1973), Лайтмана і Лі (1973), Лі — Лайтмана — Ні (1974), Бекенштейна (1977), Баркера (1978), Рестолла (1979).
Ці теорії переважно не включають космологічної сталої, додавання її або квінтесенції розглянуто в розділі новітніх теорій (див. також Дія Ейнштейна — Гільберта). Також вони не включають, якщо не обумовлено окремо, додаткових скалярних або векторних потенціалів, з тієї причини, що ці потенціали та космологічна стала не розглядалися як необхідні до відкриття прискорення розширення Всесвіту завдяки спостереженням за далекими надновими.
Теорії гравітації можна приблизно розділити на кілька категорій. Більшість теорій мають:
- «дію» (див. Принцип найменшої дії — варіаційний принцип, заснований на концепції дії);
- лагранжову густину;
- метрику.

Якщо теорія має лагранжеву густину, наприклад, {\displaystyle L\,,} то дія {\displaystyle S} є інтегралом від неї за простором-часом
{\displaystyle S\,\propto \,\int {\sqrt {-g}}Ld^{4}x\,}.
У цьому рівнянні зазвичай, хоч і не обов'язково, переходять до координат, у яких {\displaystyle g=-1\,.}
Майже всі вартісні теорії гравітації включають дію. Це єдиний відомий спосіб автоматично забезпечити включення до теорії законів збереження енергії, імпульсу і моменту імпульсу (хоча можна легко сконструювати таку дію, яка порушуватиме закони збереження). Оригінальна версія модифікованої ньютонівської динаміки (МОНД) 1983 року не включала дії.
Декілька теорій мають дію, але не мають лагранжової густини. Хорошим прикладом є теорія Вайтгеда (1922), дія якої нелокальна.
Теорія гравітації є метричною теорією тільки в тому випадку, якщо вона допускає математичне вираження у вигляді, що задовольняє такі два положення:
- Умова 1. Існує метричний тензор {\displaystyle g_{\mu \nu }} сигнатури {\displaystyle (-,+,+,+)} (або, що несуттєво {\displaystyle (+,-,-,-)}), який виражає вимірювання власного часу та власної довжини звичним для теорії відносності способом:

{\displaystyle ds^{2}=g_{\mu \nu }dx^{\mu }dx^{\nu }\,}.
- Умова 2. Матерія та поля, що піддаються дії гравітаційного поля, рухаються відповідно до рівняння

{\displaystyle \nabla \cdot T=0\,,}
де {\displaystyle T} — тензор енергії-імпульсу всієї матерії та негравітаційних полів, а {\displaystyle \nabla } — коваріантна похідна, що відповідає метриці.
Будь-яка теорія гравітації із несиметричною метрикою {\displaystyle g_{\mu \nu }\neq g_{\nu \mu }} — явно не метрична теорія, але будь-яку метричну теорію можна переформулювати так, щоб у новому формулюванні умови 1 та 2 порушувалися.
Метричні теорії включають (від простих до складних):
- Скалярні теорії (серед них конформно-плоскі теорії та стратифіковані теорії з конформно-плоскими просторовими перерізами)
  - Нордстрема, Ейнштейна — Фоккера, Вітроу — Мордука, Літтлвуда, Бергмана, Пейджа — Таппера, Ейнштейна (1912), Розена (1971), Папапетру, Ні, Їлмаза, Кольмана, Лі — Лайтмана — Ні;
- Біметричні теорії
  - Розена (1975), Рестолла, Лайтмана — Лі;
- Квазілінійні теорії (серед них лінійні теорії з фіксованим калібруванням)
  - Уайтхеда, Дезера — Лорена, Болліні — Джамбіні — Тіомно (Bollini — Giambini — Tiomno);
- Тензорні теорії
  - Ейнштейна (1915) — ЗТВ;
- Скалярно-тензорні теорії
  - Тірі (Thiry), Йордана, Бранса — Дікке, Бергмана, Вагонера, Нордведта, Бекенштейна;
- Векторно-тензорні теорії
  - Вілла — Нордведта, Геллінгса — Нордведта;
- Інші метричні теорії

(Див. також розділ Сучасні теорії)
Неметричні теорії включають теорію Картана, Белінфанте — Цвайгарта та деякі інші.
Тут слід сказати кілька слів про принцип Маха, оскільки багато з цих теорій спираються або мотивовані ним, наприклад, теорія Ейнштейна — Гроссмана (1913), Вайтгеда (1922), Бранса — Дікке (1961). Про принцип Маха можна думати як про проміжний етап між ньютонівськими та ейнштейнівськими ідеями:
- Ньютон: виділена система відліку пов'язана з абсолютним простором та часом.
- Мах: виділена система відліку пов'язана з розподілом матерії у Всесвіті.
- Ейнштейн: немає виділеної системи відліку.

Досі всі спроби виявити експериментальні наслідки принципу Маха не мали успіху, але повністю його відхилити не можна.

### Скалярні теорії
Багато теорій, зокрема Літтлвуда (1953), Бергмана (1956), Їлмаза (1958), Вітроу і Мордука (1960, 1965) і Пейджа — Таппера (1968), можна вивести одним способом, який запропонували Пейдж і Таппер.
Згідно з Пейджем і Таппером (1968), які розглянули всі згадані в попередньому параграфі теорії, крім теорії Нордстрема (1913), загальна скалярна теорія гравітації має рівняння руху точкових мас, які виводяться з принципу найменшої дії такого вигляду:
{\displaystyle \delta \int f(\varphi /c^{2})ds=0\,},
де скалярне поле для статичного точкового джерела буде
{\displaystyle \varphi =GM/r\,},
а {\displaystyle c} може залежати або не залежати від {\displaystyle \varphi \,.} Функції {\displaystyle f(\varphi /c^{2})} мають такий вигляд:
- у Нордстрема (1912)

{\displaystyle f(\varphi /c^{2})=\exp(-\varphi /c^{2})\,,\qquad c=c_{\infty }\,;}
- у Літтлвуда (1953) та Бергмана (1956)

{\displaystyle f(\varphi /c^{2})=\exp(-\varphi /c^{2}-(\varphi /c^{2})^{2}/2)\,,\qquad c=c_{\infty }\,;}
- у Вітроу та Мордука (1960)

{\displaystyle f(\varphi /c^{2})=1\,,\qquad c^{2}=c_{\infty }^{2}-2\varphi \,;}
- у Вітроу та Мордука (1965)

{\displaystyle f(\varphi /c^{2})=\exp(-\varphi /c^{2})\,,\qquad c^{2}=c_{\infty }^{2}-2\varphi \,;}
- у Пейджа та Таппера (1968)

{\displaystyle f(\varphi /c^{2})=\varphi /c^{2}+\alpha (\varphi /c^{2})^{2}\,,\qquad c_{\infty }^{2}/c^{2}=1+4(\varphi /c_{\infty }^{2})+(15+2\alpha )(\varphi /c_{\infty }^{2})^{2}\,.}
Також Пейдж і Таппер (1968) домоглися узгодженості з теорією Їлмаза (1958) до другого порядку (див. також Теорія гравітації Їлмаза) при {\displaystyle \alpha =-7/2\,.}
Гравітаційне відхилення світла в скалярних теоріях має дорівнювати нулю, якщо швидкість світла є сталою величиною. Оскільки змінність швидкості світла і його нульове відхилення суперечать експериментальним даним, перспектива появи життєздатної скалярної теорії гравітації виглядає дуже похмуро. Більш того, якщо параметри скалярної теорії підігнати так, щоб отримати правильне відхилення світла, найчастіше буде хибним гравітаційне червоне зміщення.
Ні (1972) розглянув деякі зі скалярних теорій і висунув ще дві. У першій апріорний простір-час Мінковського та універсальна часова координата, спільно зі звичайною матерією та негравітаційними полями, створює скалярне поле. Це скалярне поле діє разом із рештою як джерело для метрики.
Відповідна дія (Мізнер — Торн — Вілер (1973) дають її без члена {\displaystyle \varphi R}):
{\displaystyle S={1 \over 16\pi G}\int d^{4}x{\sqrt {-g}}L_{\varphi }+S_{m}\,,}
{\displaystyle L_{\varphi }=\varphi R-2g^{\mu \nu }\partial _{\mu }\varphi \partial _{\nu }\phi \,,}
де {\displaystyle S_{m}} — дія матерії. Рівняння на скалярне поле:
{\displaystyle \Box \varphi =4\pi T^{\mu \nu }[\eta _{\mu \nu }e^{-2\varphi }+(e^{2\varphi }+e^{-2\varphi })\partial _{\mu }t\partial _{\nu }t]\,,}
де {\displaystyle t} — універсальна часова координата. Ця теорія самоузгоджена і повна, але рух Сонячної системи як цілого відносно середнього розподілу маси у Всесвіті приводить до суттєвої відмінності її прогнозів з експериментальними даними.
У другій теорії Ні (1972) є дві довільні функції {\displaystyle f(\varphi )} і {\displaystyle k(\varphi )\,,} які визначають метрику:
{\displaystyle ds^{2}=e^{-2f(\varphi )}dt^{2}-e^{2f(\varphi )}[dx^{2}+dy^{2}+dz^{2}]\,,}
{\displaystyle \eta ^{\mu \nu }\partial _{\mu }\partial _{\nu }\varphi =4\pi \rho ^{*}k(\varphi )\,.}
Ні (1972) згадує теорію Розена (1971) як теорію, що зводиться до двох скалярних полів {\displaystyle \varphi } і {\displaystyle \psi }, Які визначають метрику так:
{\displaystyle ds^{2}=\varphi ^{2}dt^{2}-\psi ^{2}[dx^{2}+dy^{2}+dz^{2}]\,.}
У теорії Папапетру (1954a) гравітаційна частина лагранжіана має вигляд:
{\displaystyle L_{\varphi }=e^{\varphi }(\textstyle {\frac {1}{2}}e^{-\varphi }\partial _{\alpha }\varphi \partial _{\alpha }\varphi +\textstyle {\frac {3}{2}}e^{\varphi }\partial _{0}\varphi \partial _{0}\varphi )\,.}
Пізніше Папапетру (1954b) вводить друге скалярне поле {\displaystyle \chi }. Тоді гравітаційний лагранжіан буде:
{\displaystyle L_{\varphi }=e^{(3\varphi +\chi )/2}(-\textstyle {\frac {1}{2}}e^{-\varphi }\partial _{\alpha }\varphi \partial _{\alpha }\varphi -e^{-\varphi }\partial _{\alpha }\varphi \partial _{\chi }\varphi +\textstyle {\frac {3}{2}}e^{-\chi }\partial _{0}\varphi \partial _{0}\varphi )\,.}

### Біметричні теорії
Біметричні теорії містять звичайний метричний тензор і метрику Мінковського (або метрику постійної кривини, або іншу «фонову» метрику), а також можуть включати інші скалярні і векторні поля.
Дія в біметричній теорії Розена (1973, 1975) має вигляд:
{\displaystyle S={1 \over 64\pi G}\int d^{4}x{\sqrt {-\eta }}\eta ^{\mu \nu }g^{\alpha \beta }g^{\gamma \delta }(g_{\alpha \gamma |\mu }g_{\alpha \delta |\nu }-\textstyle {\frac {1}{2}}g_{\alpha \beta |\mu }g_{\gamma \delta |\nu })+S_{m}\,,}
де вертикальна лінія "|" позначає коваріантну похідну, узгоджену з метрикою {\displaystyle \eta \,.} Польові рівняння можна записати у вигляді:
{\displaystyle \Box _{\eta }g_{\mu \nu }-g^{\alpha \beta }\eta ^{\gamma \delta }g_{\mu \alpha |\gamma }g_{\nu \beta |\delta }=-16\pi G{\sqrt {g/\eta }}(T_{\mu \nu }-\textstyle {\frac {1}{2}}g_{\mu \nu }T)\,.}
Лайтман та Лі (1973) розробили метричну теорію на основі неметричної теорії Белінфанте та Цвайгарта (1957a, 1957b) — вона відома як теорія БЦЛЛ (англ. BSLL theory). У ній уводиться тензорне поле {\displaystyle B_{\mu \nu }}{\displaystyle (B=B_{\mu \nu }\eta ^{\mu \nu })} та дві сталі {\displaystyle a} і {\displaystyle f\,,} так що дія має вигляд:
{\displaystyle S={1 \over 16\pi G}\int d^{4}x{\sqrt {-\eta }}(aB^{\mu \nu |\alpha }B_{\mu \nu |\alpha }+fB_{,\alpha }B^{,\alpha })+S_{m}\,,}
а тензор енергії-імпульсу виводиться з такого рівняння:
{\displaystyle a\Box _{\eta }B^{\mu \nu }+f\eta ^{\mu \nu }\Box _{\eta }B=-4\pi G{\sqrt {g/\eta }}T^{\alpha \beta }(\partial g_{\alpha \beta }/\partial B_{\mu }\nu )\,.}
У Рестолла (1979) метрика є функцією алгебри метрики Мінковського і векторного поля. При цьому дія:
{\displaystyle S={1 \over 16\pi G}\int d^{4}x{\sqrt {-g}}F(N)K^{\mu ;\nu }K_{\mu ;\nu }+S_{m},}
де {\displaystyle F(N)=-N/(2+N)\;} і {\displaystyle N=g^{\mu \nu }K_{\mu }K_{\nu }\;} (у книзі Вілла (1986) наведено рівняння поля для {\displaystyle T^{\mu \nu }\;} і {\displaystyle K_{\mu }\;}).
До біметричних теорій за формальними ознаками можна віднести теорію гравітаційних збурень простору-часу — ЗТВ, лінеаризовану над довільним фоновим простором-часом, а також РТГ Логунова зі співробітниками.

### Квазілінійні теорії
У теорії Вайтгеда (1922) фізична метрика {\displaystyle g\;} алгебрично конструюється з метрики Мінковського {\displaystyle \eta \;} і матеріальних полів, так що буферні поля відсутні:
{\displaystyle g_{\mu \nu }(x^{\alpha })=\eta _{\mu \nu }-2\int _{\Sigma ^{-}}{y_{\mu }^{-}y_{\nu }^{-} \over (w^{-})^{3}}[{\sqrt {-g}}\rho u^{\alpha }d\Sigma _{\alpha }]^{-},}
де верхній індекс (−) вказує величини, що розраховуються вздовж світлового конуса минулого крапки {\displaystyle x^{\alpha }\;} відносно метрики {\displaystyle \eta \;,} а
{\displaystyle (y^{\mu })^{-}=x^{\mu }-(x^{\mu })^{-}\;,}
{\displaystyle (y^{\mu })^{-}(y_{\mu })^{-}=0\;,}
{\displaystyle w^{-}=(y^{\mu })^{-}(u_{\mu })^{-}\;,}
{\displaystyle (u_{\mu })=dx^{\mu }/d\sigma \;,}
{\displaystyle d\sigma ^{2}=\eta _{\mu \nu }dx^{\mu }dx^{\nu }\;.}
Теорії Дезера і Лорена (1968) і Болліні — Джамбіні — Тіомно (1970) є теоріями лінійного фіксованого калібрування. Взявши за зразок квантову теорію поля та поєднуючи простір-час Мінковського з калібрувально-інваріантною дією тензорного поля спіну 2 (тобто гравітонним полем) {\displaystyle h_{\mu \nu }\;}, ці автори поклали
{\displaystyle g_{\mu \nu }=\eta _{\mu \nu }+h_{\mu \nu }\;.}
Їхня дія:
{\displaystyle S={1 \over 16\pi G}\int d^{4}x{\sqrt {-\eta }}[2h_{|\nu }^{\mu \nu }h_{\mu \lambda }^{|\lambda }-2h_{|\nu }^{\mu \nu }h_{\lambda |\mu }^{\lambda }+h_{\nu |\mu }^{\nu }h_{\lambda }^{\lambda |\mu }-h^{\mu \nu |\lambda }h_{\mu \nu |\lambda }]+S_{m}\;}.
Однак тотожності Біанкі, що відповідають цій частковій калібрувальній інваріантності, виявляються хибними. Запропоновані теорії намагаються вийти з цієї суперечності, постулюючи порушення симетрії гравітаційної дії уведенням допоміжних гравітаційних полів, що взаємодіють з {\displaystyle h_{\mu \nu }\;}.

### Скалярно-тензорні теорії
Ці теорії містять принаймні один вільний параметр, на відміну від ЗТВ, де вільних параметрів немає (космологічний член нині не можна вважати вільним параметром теорії, оскільки його визначають експериментально).
Хоча 5-вимірну теорію Калуци — Клейна зазвичай не розглядають як скалярно-тензорну, проте, після (наближеного) виділення 4-вимірної метрики вона зводиться до такої з єдиним скалярним і єдиним векторним полем. Таким чином, якщо компоненту метрики за 5-м виміром розглядати як скалярне гравітаційне поле, і не звертати уваги на змішані компоненти метрики за 5-м та іншими вимірами, які дають векторне (на думку Калуци електромагнітне) поле, то теорію Калуци — Клейна можна вважати попередницею скалярно-тензорних теорій гравітації, що відзначив Тірі (1948).
Скалярно-тензорні теорії включають: теорію Шерера (1941), Тірі (1948), Йордана (1955), Бранса і Дікке (1961), Бергмана (1968), Нордведта (1970), Вагонера (1970), Бекенштейна та Баркера (1978).
Дія {\displaystyle S\;} у цих теоріях є інтегралом від лагранжової густини {\displaystyle L_{\varphi }\;}:
{\displaystyle S={1 \over 16\pi G}\int d^{4}x{\sqrt {-g}}L_{\varphi }+S_{m}\;,}
{\displaystyle L_{\varphi }=\varphi R-{\omega (\varphi ) \over \varphi }g^{\mu \nu }\partial _{\mu }\varphi \partial _{\nu }\varphi +2\varphi \lambda (\varphi )\;,}
{\displaystyle S_{m}=\int d^{4}x{\sqrt {g}}G_{N}L_{m}\;,}
і за визначенням
{\displaystyle T^{\mu \nu }={2 \over {\sqrt {g}}}{\delta S_{m} \over \delta g_{\mu \nu }}\;,}
де {\displaystyle \omega (\varphi )\;} — деяка безрозмірна функція, різна в різних теоріях, функція {\displaystyle \lambda (\varphi )\;} грає роль космологічної сталої ЗТВ, {\displaystyle G_{N}\;} — безрозмірне стале нормування, що фіксує значення гравітаційної сталої {\displaystyle G\;} у поточну епоху. До скалярного поля можна додати довільний потенціал.
Таку дію без обмежень застосовано в теоріях Бергмана (1968) та Вагонера (1970). Часткові випадки включають теорії:
- Нордведта (1970) — {\displaystyle \lambda =0\;;} (Далі в цьому розділі ми опускаємо {\displaystyle \lambda }, його введення розглядається далі в розділі Космологічна стала та квінтесенція.)
- Бранса — Дікке (1961) — {\displaystyle \omega \;} стала;
- Бекенштейна (1977) — теорія змінної маси — вводячи параметри {\displaystyle r\;} і {\displaystyle q\;}, одержувані з космологічного розв'язку, {\displaystyle \varphi =[1-qf(\varphi )]f(\varphi )^{-r}\;} визначає функцію {\displaystyle f\;}, так що

{\displaystyle \omega (\varphi )=-\textstyle {\frac {3}{2}}-\textstyle {\frac {1}{4}}f(\phi )[(1-6q)qf(\phi )-1][r+(1-r)qf(\varphi )]^{-2}\;}.
- Баркера (1978) — теорія сталого G —

{\displaystyle \omega (\varphi )=(4-3\phi )/(2\varphi -2)\;}.
Зміна {\displaystyle \omega (\varphi )\;} дає змогу скалярно-тензорним теоріям у границі {\displaystyle \omega \rightarrow \infty \;} в поточну епоху відтворювати результати, як завгодно близькі до ЗТВ. Тим не менш, відмінності в ранньому Всесвіті можуть бути суттєвими.
До тих пір, поки прогнози ЗТВ підтверджуються експериментально, загальні скалярно-тензорні теорії (включно з теорією Бранса — Дікке) не можна відкинути, але в міру того, як експерименти продовжують відповідати передбаченням ЗТВ з дедалі більшою точністю, на параметри скалярно-тензорних теорій накладаються все більші та більші обмеження.

### Теорії Геллінгса та Нордведта
Теорії Геллінгса та Нордведта (1973) і Вілла та Нордведта (1972) обидві є векторно-тензорними. На додаток до метричного тензора в них фігурує часоподібне векторне поле {\displaystyle K_{\mu }\;}. Гравітаційна дія має вигляд:
{\displaystyle S={1 \over 16\pi G}\int d^{4}x{\sqrt {-g}}[R+\omega K_{\mu }K^{\mu }R+\eta K^{\mu }K^{\nu }R_{\mu \nu }-\varepsilon F_{\mu \nu }F^{\mu \nu }+\tau K_{\mu ;\nu }K^{\mu ;\nu }]+S_{m}\;},
де {\displaystyle \omega \;}, {\displaystyle \eta \;}, {\displaystyle \varepsilon \;} і {\displaystyle \tau \;} — сталі величини, а
{\displaystyle F_{\mu \nu }=K_{\nu ;\mu }-K_{\mu ;\nu }\;}.
Польові рівняння цієї теорії для {\displaystyle T^{\mu \nu }\;} і {\displaystyle K_{\mu }\;} наведено в книзі Вілла (1986).
Теорія Вілла і Нордветдта (1972) є окремим випадком попередньої при
{\displaystyle \omega =\eta =\varepsilon =0\;;\qquad \tau =1\;,}
а теорія Геллінгса і Нордведта (1973) — при
{\displaystyle \tau =0\;;\qquad \varepsilon =1\;;\qquad \eta =-2\omega \;.}
Ці векторно-тензорні теорії напівконсервативні, тобто в них є закони збереження імпульсу та моменту імпульсу, але також можуть бути ефекти привілейованої системи відліку. Коли {\displaystyle \omega =\eta =\varepsilon =0\;} ці теорії зводяться до ЗТВ, так що, аналогічно скалярно-тензорним теоріям, векторно-тензорні теорії також не можна спростувати ніяким експериментом, який підтверджує ЗТВ.

### Неметричні теорії
Теорія Картана особливо цікава як тому, що вона неметрична, так і тому, що вона дуже стара. Стан теорії Картана неясний. Вілл (1986) стверджує, що всі неметричні теорії суперечать ейнштейнівському принципу еквівалентності (ЕПЕ), і тому їх слід відкинути. В одній із наступних робіт Вілл (2001) пом'якшує це твердження, пояснюючи експериментальні критерії випробування неметричних теорій на задоволення ЕПЕ. Мізнер, Торн і Вілер (1973) стверджують, що теорія Картана є єдиною неметричною теорією, яка проходить усі експериментальні перевірки, а Туришев (2007) наводить цю теорію у списку тих, що задовольняють усі поточні експериментальні обмеження. Далі наведено стислий огляд теорії Картана за викладом Траутмана (1972).
Картан (1922, 1923) запропонував просте узагальнення теорії гравітації Ейнштейна, запровадивши модель простору-часу з метричним тензором та лінійною зв'язністю, асоційованою з метрикою, але не обов'язково симетричною. Антисиметрична частина зв'язності — тензор кручення — пов'язується в цій теорії з густиною внутрішнього моменту імпульсу (спіну) матерії. Незалежно від Картана, схожі ідеї розвивали Шіама, Кіббл та Гейл у проміжку від 1958 до 1966 року.
Спочатку теорія була розвинена у формалізмі диференціальних форм, але тут її буде викладено тензорною мовою. Лагранжова густина гравітації в цій теорії формально збігається з такою в ЗТВ і дорівнює скаляру кривини:
{\displaystyle L={1 \over 16\pi G}R(\Gamma ,g)\;,}
проте введення кручення модифікує зв'язність, яка тепер не дорівнює символам Крістофеля, а дорівнює їх сумі з тензором конторсії
{\displaystyle \Gamma _{\nu \lambda }^{\mu }=\left\{{^{\ \mu \ }_{\;\nu \lambda \;}}\right\}+K_{\nu \lambda }^{\mu }\;,}
{\displaystyle K_{\mu \nu \lambda }=Q_{\mu \nu \lambda }+Q_{\lambda \nu \mu }+Q_{\nu \lambda \mu },\qquad Q_{\mu \nu \lambda }={\frac {1}{2}}(\Gamma _{\mu \nu \lambda }-\Gamma _{\mu \lambda \nu })\;,}
де {\displaystyle Q_{\mu \nu \lambda }\;} — антисиметрична частина лінійної зв'язності — кручення. Передбачається, що лінійна зв'язність є метричною, що знижує кількість ступенів вільності, властивих неметричним теоріям. Рівняння руху цієї теорії включають 10 рівнянь для тензора енергії-імпульсу, 24 рівняння для канонічного тензора спіну та рівняння руху матеріальних негравітаційних полів:
{\displaystyle R_{\mu \nu }-{\frac {1}{2}}g_{\mu \nu }R+4{B^{[\alpha }}_{\beta \mu }{B^{\beta ]}}_{\alpha \nu }+2B_{\beta \alpha \mu }{B_{\nu }}^{\beta \alpha }-B_{\mu \beta \alpha }{B_{\nu }}^{\beta \alpha }-}
{\displaystyle -{\frac {1}{2}}g_{\mu \nu }(4{{B_{\alpha }}^{\beta }}_{[\lambda }{B^{\alpha \lambda }}_{\beta ]}+B_{\alpha \beta \gamma }B^{\alpha \beta \gamma })=\kappa T_{\mu \nu }\;,}
{\displaystyle {Q^{\lambda }}_{\mu \nu }+{\delta _{\mu }}^{\lambda }Q_{\nu }-{\delta _{\nu }}^{\lambda }Q_{\mu }=\kappa {s^{\lambda }}_{\mu \nu }\;,}
{\displaystyle {\frac {\partial L}{\partial \phi _{A}}}+(\nabla _{\lambda }-2Q_{\lambda }){\frac {\partial L}{\partial \nabla _{\lambda }\phi _{A}}}=0\;,}
де {\displaystyle T_{\mu \nu }={\frac {\delta }{\delta g^{\mu \nu }}}({\sqrt {-g}}L_{m})\;} — метричний тензор енергії-імпульсу матерії, {\displaystyle s_{\mu \nu }^{\lambda }={\frac {\delta L_{m}}{\delta Q_{\lambda }^{\mu \nu }}}\;} — канонічний тензор спіну, {\displaystyle {B^{\lambda }}_{\mu \nu }={Q^{\lambda }}_{\mu \nu }+{\delta _{\mu }}^{\lambda }Q_{\nu }-{\delta _{\nu }}^{\lambda }Q_{\mu }\;}, а {\displaystyle Q_{\mu }={Q^{\lambda }}_{\mu \lambda }\;} — слід тензора кручення (див. Іваненко, Пронін, Сарданашвілі, Калібрувальна теорія гравітації (1985)).
Кривина простору-часу при цьому не ріманова, але на рімановому просторі-часі лагранжіан зводиться до лагранжіана ЗТВ. Ефекти неметричності в цій теорії є настільки малими, що їх можна знехтувати навіть у нейтронних зорях. Єдиною областю сильних розбіжностей виявляється, можливо, дуже ранній Всесвіт. Привабливою рисою цієї теорії (та її модифікацій) є можливість отримання несингулярних розв'язків типу «відскоку» для Великого вибуху (див. Мінкевич і співавт. (1980)).
Деякі рівняння неметричної теорії Белінфанте і Цвайгарта (1957a, 1957b) вже обговорювалися в розділі про біметричні теорії.

## Перевірка альтернативних теорій гравітації
Теорії та їх перевірка розвивалися пліч-о-пліч протягом усього XX століття і далі. Більшість перевірок можна віднести до таких класів (див. Вілл (2001)):
- Найпростіші основи.
- Ейнштейнівський принцип еквівалентності (ЕПЕ).
- Параметризований пост-ньютонівський формалізм (ППН).
- Сильні гравітаційні поля.
- Гравітаційні хвилі.

### Теорії, які не проходять перевірку на основи
Див. подробиці в Мізнер, Торн та Уілер (1973), Гол. 39 та Вілл (1986), Таблиця 2.1.
Не всі теорії гравітації створені однаковими. Лише деякі серед багатьох, наявних у літературі, достатньо життєздатні для того, щоб порівнювати їх із ЗТВ.
На початку 1970-х років група вчених із Каліфорнійського технологічного інституту, до якої увійшли Торн, Вілл і Ні (див. Ні (1972)), склала список теорій гравітації XX століття. Щодо кожної з теорій вони поставили питання:
- (i) чи є теорія самоузгодженою?
- (ii) чи є вона повною?
- (iii) чи узгоджується вона, у межах кількох стандартних відхилень, з усіма проведеними донині експериментами?

Якщо теорія не проходила за цими критеріями, її не відкидали відразу. Якщо теорія була неповною у своїх основах, група намагалася доповнити її за допомогою малих змін, зазвичай зводячи теорію за відсутності гравітації до спеціальної теорії відносності. Наприклад, для семи різних теорій густину матерії, що породжує гравітацію, розраховували і як {\displaystyle \rho ^{*}=T_{\mu \nu }u^{\mu }u^{\nu }\;}, і як слід тензора {\displaystyle T\;}. В іншому випадку, під час розгляду теорій Тірі (1948) та Йордана (1955), їх зробили повними, надавши параметру {\displaystyle \eta \;} значення 1, коли вони зводяться до теорії Бранса — Дікке (1961) та гідні подальшого розгляду.
У цьому розділі критерій «узгодження з усіма проведеними донині експериментами», замінено критерієм «узгодження з більшістю наслідків ньютонівської механіки та спеціальної теорії відносності». Точніші моменти буде розглянуто пізніше.
Самоузгодженість неметричних теорій включає вимогу відсутності тахіонів, примарних полюсів, полюсів вищого порядку та проблем у поведінці полів на нескінченності.
Самоузгодженість метричних теорій найпростіше проілюструвати описом кількох теорій, що не володіють цією властивістю. Класичним прикладом є теорія поля спіну 2 (теорія Фірца і Паулі (1939)), у якій рівняння поля мають на увазі, що гравітувальні тіла рухаються прямими лініями, тоді як рівняння руху змушують тіла відхилятися від прямолінійних траєкторій. Теорія Їлмаза (Yilmaz, 1971, 1973) містить тензорне гравітаційне поле, використовуване для визначення метричного тензора; але ця теорія математично неспроможна, оскільки функціональна залежність метрики від тензорного поля не є добре визначеною.
Щоб теорія гравітації була повною, вона має бути здатна описати результати будь-якого мислимого експерименту. Тобто, вона повинна включати електромагнетизм і всі інші теорії, підтверджені експериментом. Наприклад, будь-яка теорія, яка не може з перших принципів передбачити рух планет або поведінку атомного годинника, є неповною. Теорія Мілна (1948) неповна, оскільки вона не включає опису гравітаційного червоного зміщення.
Теорії Вітроу і Мордука (Whitrow and Morduch) (1960, 1965), Кустаанхеймо (1966) та Кустаанхеймо і Нуотіо (1967) або неповні, або неузгоджені. Введення рівнянь Максвелла в теорію буде неповним, якщо вони описують еволюцію поля на фоновому плоскому просторі-часі, і несамоузгодженим, оскільки ці теорії пророкують нульове гравітаційне червоне зміщення для хвильової теорії світла (рівняння Максвелла) і ненульове зміщення для корпускулярної теорії (фотонів). Інший, очевидніший приклад — ньютонівська гравітація у поєднанні з рівняннями Максвелла: при цьому світло як фотони відхиляється гравітаційним полем (хоча і вдвічі слабше, ніж у ЗТВ), а світлові хвилі — ні.
Як приклад неузгодженості з ньютонівською фізикою можна навести теорію Біркгофа (1943), що передбачає релятивістські ефекти досить непогано, але вимагає, щоб звукові хвилі в речовині поширювалися зі швидкістю світла, що повністю розходиться з експериментом.
Сучасним прикладом відсутності релятивістської компоненти є розглянута далі МОНД Мілгрома.

### Ейнштейнівський принцип еквівалентності (ЕПЕ)
ЕПЕ має три компоненти.
Перша компонента ЕПЕ — універсальність «вільного падіння», відома як слабкий принцип еквівалентності (СПЕ). Ця універсальність рівносильна еквівалентності (правильніше — строгій пропорційності) гравітаційної та інерційної маси. Параметр {\displaystyle \eta \;} використовують як міру максимально допустимого порушення СПЕ. Перші досліди провели ще Галілей, який виявив універсальність вільного падіння для тіл різної маси, та Ньютон, який обмежив {\displaystyle \eta \;} для деревини та заліза величиною 10−3. Найвідоміші експерименти Етвеша 1890—1900-х років дали {\displaystyle \eta \leq 5\cdot 10^{-9}\;,} сучасна межа — {\displaystyle \eta \leq 5\cdot 10^{-13}\;}.
Друга — локальна лоренц-інваріантність (ЛЛІ). За відсутності гравітаційних ефектів швидкість світла має бути сталою величиною. Порушення цього положення вимірюють параметром {\displaystyle \delta \;.} Перші спеціальні експерименти, інтерпретовані нині як перевірки ЛЛІ, — пошуки «ефірного вітру», які провели в 1880-х роках Майкельсон і Морлі, обмежили {\displaystyle \delta \;} величиною {\displaystyle 5\cdot 10^{-3}\;} (Див. Експеримент Майкельсона — Морлі). Нині {\displaystyle \delta \leq 10^{-21}\;}.
Третя компонента — локальна просторово-часова інваріантність (ЛПЧІ), що включає просторову і часову інваріантність.
Гіпотеза Шиффа (англ. Schiff’s conjecture) стверджує, що будь-яка повна самоузгоджена теорія гравітації, яка включає слабкий принцип еквівалентності (СПЕ), обов'язково включає також і ЕПЕ. Ця гіпотеза виглядає правдоподібною принаймні для теорій, у яких виконується закон збереження енергії (з іншого боку, існують екзотичні контрприклади до неї).
Найвідомішим робочим інструментом для опису відхилень від ЕПЕ є так званий {\displaystyle TH\varepsilon \mu \;}-формалізм, який 1973 року розробили Лайтман та Лі. При цьому розглядають вплив гравітаційного поля на максимальну швидкість частинок та швидкість поширення електромагнітної взаємодії. Точніше, він обмежується розглядом електромагнітної взаємодії заряджених безструктурних пробних частинок у статичному сферично-симетричному гравітаційному полі. Попри обмеженість цього формалізму, він має достатню точність, щоб, наприклад, відхилити неметричну теорію Белінфанте і Цвайгарта (1957) як таку, що не відповідає експериментальним даним.
Теорії гравітації, як згадувалося, можуть бути метричними і неметричними. У метричних теоріях траєкторії точкових тіл, що вільно падають, є геодезичними просторово-часової метрики, отже, ці теорії задовольняють ЕПЕ. У свою чергу всі без винятку відомі неметричні теорії допускають порушення ЕПЕ, хоча в деяких теоріях (наприклад, Ейнштейна — Картана) ці відхилення такі малі, що не допускають безпосередньої експериментальної перевірки.

### Параметризований постньютонівський (ППН) формалізм
Див. також Передбачення загальної теорії відносності, Мізнер, Торн, Уілер (1973) і Вілл (1986).
Роботу над стандартним, а не ad-hoc формалізмом для перевірки альтернативних моделей гравітації почав 1922 року Еддінгтон у, а закінчили Вілл і Нордведт у 1972 року (див. Nordtvedt & Will (1972) та Will & Nordtvedt (1972)). Цей формалізм відштовхується від ньютонівської фізики та описує малі відхилення від неї, описувані стандартним набором ППН-параметрів. Оскільки вивчаються відхилення від ньютонівської фізики, то формалізм застосовують лише у слабких полях. Спеціальні ефекти сильних полів слід вивчати окремо для кожної теорії, що буде предметом подальшого розгляду.
10 ППН-параметрів включають: {\displaystyle \gamma \;,} {\displaystyle \beta \;,} {\displaystyle \eta \;,} {\displaystyle \alpha _{1}\;,} {\displaystyle \alpha _{2}\;,} {\displaystyle \alpha _{3}\;,} {\displaystyle \zeta _{1}\;,} {\displaystyle \zeta _{2}\;,} {\displaystyle \zeta _{3}\;,} {\displaystyle \zeta _{4}\;}:
- {\displaystyle \gamma \;} є мірою викривлення простору гравітувальною масою, що дорівнює 0 в ньютонівській гравітації і 1 в ЗТВ.
- {\displaystyle \beta \;} є мірою нелінійності при накладанні гравітаційних полів, для ЗТВ дорівнює 1.
- {\displaystyle \eta \;} визначає ефекти привілейованого положення.
- {\displaystyle \alpha _{1}\;,}{\displaystyle \alpha _{2}\;,}{\displaystyle \alpha _{3}\;} вимірюють величину та природу ефектів привілейованої системи відліку. Усі теорії, у яких принаймні один із параметрів {\displaystyle \alpha \;} не дорівнює 0, називають теоріями з привілейованою системою відліку.
- {\displaystyle \zeta _{1}\;,}{\displaystyle \zeta _{2}\;,}{\displaystyle \zeta _{3}\;,}{\displaystyle \zeta _{4}\;,}{\displaystyle \alpha _{3}\;} описують відхилення від глобальних законів збереження. У теоріях гравітації, що містять повний набір законів збереження: 4 для енергії-імпульсу та 6 для моменту імпульсу, всі ці параметри мають дорівнювати 0.

### Сильні поля та гравітаційні хвилі
ППН-параметри є мірою ефектів слабких гравітаційних полів. Сильні поля спостерігаються в компактних об'єктах, як-от білі карлики, нейтронні зорі та чорні діри. Експериментальні можливості перевірки теорій гравітації в сильних полях включають опис стабільності і коливань білих карликів і нейтронних зір, уповільнення пульсарів, еволюцію орбіт тісних подвійних зір (і особливо подвійних пульсарів) і горизонту чорних дір.
ЗТВ передбачає певні властивості гравітаційних хвиль, зокрема: їх поперечність, два стани поляризації, швидкість хвиль, що дорівнює швидкості світла, і потужність випромінювання від системи астрономічних тіл. Багато альтернативних теорій гравітації, що навіть збігаються з ЗТВ за ППН-параметрами, розходяться з нею за властивостями гравітаційних хвиль. Наприклад, деякі теорії приводять до висновку, що швидкість гравітаційних хвиль значно більша за швидкість світла. Якщо це так, то принцип причинності порушуватиметься, або матиме місце ефект виділеної інерційної системи відліку в порожньому просторі, який, щоправда, складно виявити. Також відмінності у властивостях гравітаційних хвиль у таких теоріях можуть впливати на величину радіаційного гальмування (пов'язаного з випромінюванням гравітаційних хвиль) у тісних подвійних системах, яке вже виміряно.

### Космологічні перевірки
Більшість космологічних перевірок теорій гравітації розроблено нещодавно. На теорії, мета яких полягає в усуненні темної матерії, обмеження накладають форми кривих обертання галактик, співвідношення Туллі — Фішера, швидше обертання карликових галактик та спостереження гравітаційного лінзування скупченнями галактик.
Для теорій, розроблених з метою заміни інфляційної стадії розширення Всесвіту, прямою перевіркою є величина неоднорідностей у спектрі реліктового випромінювання.
Теорії, що включають або заміщають стандартну темну енергію, повинні задовольняти відомим результатам щодо залежності яскравості наднових від космологічного червоного зміщення і віку Всесвіту.
Ще однією перевіркою може бути спостережувана просторова площинність Всесвіту. У ЗТВ поєднання баріонної матерії, темної матерії та темної енергії може зробити Всесвіт точно плоским. У міру уточнення цього результату накладаються обмеження на теорії, які заміняють темну матерію та темну енергію.

## Результати перевірок

### ППН-параметри для різних теорій
(Подробиці див. Вілл (1986)) та Ні (1972). Мізнер, Торн, Вілер (1977) дають таблицю переведення позначень Ні та Вілла.)
ЗТВ вже понад 90 років, але поки що всі альтернативні їй теорії одна за одною падають під натиском експериментальних даних. Найнаочніше це положення ілюструє параметризований постньютонівський формалізм (ППН).
У таблиці нижче наведено параметри ППН для багатьох теорій гравітації. Якщо значення в комірці збігається з назвою колонки, це означає, що повна формула занадто складна для її відтворення тут.
|                                          | {\displaystyle \gamma }                                   | {\displaystyle \beta }                                                     | {\displaystyle \xi } | {\displaystyle \alpha _{1}}  | {\displaystyle \alpha _{2}}   | {\displaystyle \alpha _{3}} | {\displaystyle \zeta _{1}} | {\displaystyle \zeta _{2}} | {\displaystyle \zeta _{3}} | {\displaystyle \zeta _{4}} |
| ---------------------------------------- | --------------------------------------------------------- | -------------------------------------------------------------------------- | -------------------- | ---------------------------- | ----------------------------- | --------------------------- | -------------------------- | -------------------------- | -------------------------- | -------------------------- |
| Ейнштейн (1916) — ЗТВ                    | 1                                                         | 1                                                                          | 0                    | 0                            | 0                             | 0                           | 0                          | 0                          | 0                          | 0                          |
| Скалярно-тензорні теорії                 |                                                           |                                                                            |                      |                              |                               |                             |                            |                            |                            |                            |
| Бергман (1968), Вагонер (1970)           | {\displaystyle \textstyle {\frac {1+\omega }{2+\omega }}} | {\displaystyle \beta }                                                     | 0                    | 0                            | 0                             | 0                           | 0                          | 0                          | 0                          | 0                          |
| Нордведт (1970), Бекенштейн (1977)       | {\displaystyle \textstyle {\frac {1+\omega }{2+\omega }}} | {\displaystyle \beta }                                                     | 0                    | 0                            | 0                             | 0                           | 0                          | 0                          | 0                          | 0                          |
| Бранс — Діке (1961)                      | {\displaystyle \textstyle {\frac {1+\omega }{2+\omega }}} | 1                                                                          | 0                    | 0                            | 0                             | 0                           | 0                          | 0                          | 0                          | 0                          |
| Векторно-тензорні теорії                 |                                                           |                                                                            |                      |                              |                               |                             |                            |                            |                            |                            |
| Геллінгс — Нордведт (1973)               | {\displaystyle \gamma }                                   | {\displaystyle \beta }                                                     | 0                    | {\displaystyle \alpha _{1}}  | {\displaystyle \alpha _{2}}   | 0                           | 0                          | 0                          | 0                          | 0                          |
| Вілл — Нордведт (1972)                   | 1                                                         | 1                                                                          | 0                    | 0                            | {\displaystyle \alpha _{2}}   | 0                           | 0                          | 0                          | 0                          | 0                          |
| Біметричні теорії                        |                                                           |                                                                            |                      |                              |                               |                             |                            |                            |                            |                            |
| Розен (1975)                             | 1                                                         | 1                                                                          | 0                    | 0                            | {\displaystyle c_{0}/c_{1}-1} | 0                           | 0                          | 0                          | 0                          | 0                          |
| Рестолл (1979)                           | 1                                                         | 1                                                                          | 0                    | 0                            | {\displaystyle \alpha _{2}}   | 0                           | 0                          | 0                          | 0                          | 0                          |
| Лайтман — Лі (1973)                      | {\displaystyle \gamma }                                   | {\displaystyle \beta }                                                     | 0                    | {\displaystyle \alpha _{1}}  | {\displaystyle \alpha _{2}}   | 0                           | 0                          | 0                          | 0                          | 0                          |
| Стратифіковані теорії                    |                                                           |                                                                            |                      |                              |                               |                             |                            |                            |                            |                            |
| Лі — Лайтман — Ні (1974)                 | {\displaystyle ac_{0}/c_{1}}                              | {\displaystyle \beta }                                                     | {\displaystyle \xi } | {\displaystyle \alpha _{1}}  | {\displaystyle \alpha _{2}}   | 0                           | 0                          | 0                          | 0                          | 0                          |
| Ні (1973)                                | {\displaystyle ac_{0}/c_{1}}                              | {\displaystyle bc_{0}}                                                     | 0                    | {\displaystyle \alpha _{1}}  | {\displaystyle \alpha _{2}}   | 0                           | 0                          | 0                          | 0                          | 0                          |
| Скалярні теорії                          |                                                           |                                                                            |                      |                              |                               |                             |                            |                            |                            |                            |
| Ейнштейн (1912) (Не ЗТВ!)                | 0                                                         | 0                                                                          |                      | −4                           | 0                             | −2                          | 0                          | −1                         | 0                          | 0†                         |
| Вітроу — Мордук (1965)                   | 0                                                         | −1                                                                         |                      | −4                           | 0                             | 0                           | 0                          | −3                         | 0                          | 0†                         |
| Розен (1971)                             | {\displaystyle \lambda }                                  | {\displaystyle \textstyle {\frac {3}{4}}+\textstyle {\frac {\lambda }{4}}} |                      | {\displaystyle -4-4\lambda } | 0                             | −4                          | 0                          | −1                         | 0                          | 0                          |
| Папапетру (1954a, 1954b)                 | 1                                                         | 1                                                                          |                      | −8                           | −4                            | 0                           | 0                          | 2                          | 0                          | 0                          |
| Ні (1972) (стратифікована)               | 1                                                         | 1                                                                          |                      | -8                           | 0                             | 0                           | 0                          | 2                          | 0                          | 0                          |
| Їлмаз (1958, 1962)                       | 1                                                         | 1                                                                          |                      | −8                           | 0                             | −4                          | 0                          | −2                         | 0                          | −1†                        |
| Пейдж — Таппер (1968)                    | {\displaystyle \gamma }                                   | {\displaystyle \beta }                                                     |                      | {\displaystyle -4-4\gamma }  | 0                             | {\displaystyle -2-2\gamma } | 0                          | {\displaystyle \zeta _{2}} | 0                          | {\displaystyle \zeta _{4}} |
| Нордстрем (1912)                         | −1                                                        | {\displaystyle \textstyle {\frac {1}{2}}}                                  |                      | 0                            | 0                             | 0                           | 0                          | 0                          | 0                          | 0†                         |
| Нордстрем (1913), Ейнштейн Фоккер (1914) | −1                                                        | {\displaystyle \textstyle {\frac {1}{2}}}                                  |                      | 0                            | 0                             | 0                           | 0                          | 0                          | 0                          | 0                          |
| Ні (1972) (плоска)                       | −1                                                        | 1−q                                                                        |                      | 0                            | 0                             | 0                           | 0                          | {\displaystyle \zeta _{2}} | 0                          | 0†                         |
| Вітроу — Мордук (1960)                   | −1                                                        | 1−q                                                                        |                      | 0                            | 0                             | 0                           | 0                          | q                          | 0                          | 0†                         |
| Літтлвуд (1953), Бергман (1956)          | −1                                                        | {\displaystyle \textstyle {\frac {1}{2}}}                                  |                      | 0                            | 0                             | 0                           | 0                          | −1                         | 0                          | 0†                         |

† Теорія неповна, і {\displaystyle \zeta _{4}} може набувати двох значень. Показано значення, найближче до 0.
Всі експериментальні результати щодо руху великих та малих планет і супутників на 2007 рік узгоджуються з ЗТВ, тому ППН-формалізм відразу ж виключає всі наведені в таблиці скалярні теорії.
Повний список ППН-параметрів невідомий для теорії Вайтгеда (1922), Дезера — Лорена (1968) та Болліні — Джамбіні — Тіомно (1970), але для них {\displaystyle \beta =\xi }, що прямо суперечить ЗТВ та експерименту. Зокрема, ці теорії пророкують неправильну амплітуду земних припливів.

### Теорії, які не проходять інших перевірок
Всі відомі неметричні теорії, як-от теорія Белінфанте та Цвайгарта (1957a, 1957b), за винятком теорії Ейнштейна — Картана, суперечать експериментальним обмеженням на справедливість принципу еквівалентності Ейнштейна.
Стратифіковані теорії Ні (1973), Лі, Лайтмана та Ні (1974) та інші не передбачають зміщення перигелію Меркурія.
Біметричні теорії Лайтмана та Лі (1973), Розена (1975) та Рестолла (1979) не проходять перевірки у сильних гравітаційних полях.
Скалярно-тензорні теорії включають ЗТВ як спеціальний граничний випадок, але узгоджуються з її ППН-параметрами тільки коли збігаються з ЗТВ. У міру того, як експериментальні перевірки стають усе точнішими, відхилення скалярно-тензорних теорій від ЗТВ зникають.
Те саме справедливе для векторно-тензорних теорій. Більш того, векторно-тензорні теорії належать до напівконсервативних; вони мають ненульове значення {\displaystyle \alpha _{2}} що могло б викликати вимірні ефекти в земних припливах.
Ці міркування не залишають жодних теорій як можливих альтернатив ЗТВ (крім, можливо, теорії Картана (1922), яка може порушувати ЕПП).
Така ситуація склалася на той час, коли відкриття в космології викликали розвиток сучасних альтернатив.

## Сучасні теорії: від 1980-х років донині
Цей розділ описує альтернативи ЗТВ, розроблені після опублікування результатів спостережень диференціального обертання галактик, які привели до гіпотези «темної матерії».
Докладного порівняння цих теорій із сукупністю всіх експериментальних даних не проводилося.
Описано теорію Бекенштейна (2004) і 3 теорії Моффата: (1995), (2002) і (2005a, b). Вони включають космологічну сталу або додатковий скалярний чи векторний потенціал, який виконує ту ж функцію.

### Причини появи нових теорій
Мотивами до розробки більшості нових альтернатив ЗТВ є астрономічні спостереження останніх років, які спричинили введення в астрофізику й космологію, побудовану на загальній теорії відносності, таких понять, як «інфляція», «темна матерія» та «темна енергія». Нові теорії намагаються описати ці експериментальні дані без залучення таких понять, які здаються творцям цих теорій помилковими чи штучними. Основною ідеєю слугує те, що гравітація має узгоджуватися з ЗТВ у межах, принаймні, Сонячної системи в поточну епоху, але може бути суттєво іншою в галактичних масштабах і вище, а також у ранньому Всесвіті.
Серед фізиків поступово поширилася думка, що класичний сценарій Великого вибуху стикається з труднощами, дві найсерйозніші з яких — проблема горизонту та спостереження, що в дуже ранньому Всесвіті в епоху, коли мали утворюватися кварки, просто не було достатньо простору, щоб Всесвіт міг утримувати хоча б один кварк. Для подолання цих труднощів розроблено інфляційну модель. Її альтернативою стала серія теорій, у яких швидкість світла в ранньому Всесвіті була вищою, ніж зараз.
Відкриття специфічної поведінки кривих обертання галактик стало несподіванкою для наукової спільноти. Виникло дві альтернативи: або у Всесвіті набагато більше несамосвітної речовини, ніж вважалося, або у великих масштабах хибна сама теорія гравітації. Нині переважає перший варіант із так званою «холодною темною матерією», але шлях до визнання її реальності пролягав через різні спроби розробити теорію гравітації, яка не вимагає невидимих мас, на додаток до спостережуваних, і ці теорії все ще мають своїх шанувальників серед фізиків та астрономів.
Коли група Перлматтера виявила прискорення розширення Всесвіту, це призвело до швидкого відродження ідеї космологічної сталої, а також квінтесенції як альтернативи їй. Принаймні одну нову теорію гравітації розроблено для пояснення результатів Перлматтера з зовсім іншої точки зору.
Інший недавній експериментальний результат, що викликає інтерес до відмінних від ЗТВ теорій, — аномалія «Піонерів». Дуже швидко було виявлено, що альтернативні теорії гравітації можуть пояснити якісні особливості спостережуваного ефекту, але не його величину. Будь-яка відома модель, що точно відтворює аномалію, сильно відхиляється від ЗТВ і, як наслідок, суперечить іншим експериментальним результатам. Крім того, існують попередні дані, що вказують на те, що ефект може викликати нерівномірне теплове випромінювання різних елементів конструкції цих апаратів.

### Космологічна стала і квінтесенція
Космологічна стала {\displaystyle \Lambda \;} в рівняннях Ейнштейна — дуже стара ідея, що сягає самого Ейнштейна (1917). Успіх фрідманівської моделі Всесвіту, у якому {\displaystyle \Lambda =0\;}, привів до переважання думки про рівність її нулю, але результати Перлматтера про прискорення розширення Всесвіту дали {\displaystyle \Lambda \neq 0\;} нове дихання.
Розглянемо спочатку, як космологічна стала впливає на рівняння ньютонівської гравітації і ЗТВ, а потім викладемо можливості її включення до інших теорій гравітації.
У теорії Ньютона додавання {\displaystyle \Lambda \;} змінює рівняння Ньютона — Пуассона від
{\displaystyle \nabla ^{2}\phi =4\pi \rho \;}
до
{\displaystyle \nabla ^{2}\phi -\Lambda \phi =4\pi \rho \;.}
У ЗТВ введення космологічного члена змінює дію Ейнштейна — Гільберта від
{\displaystyle S={1 \over 16\pi G}\int R{\sqrt {-g}}d^{4}x+S_{m}\;}
до
{\displaystyle S={1 \over 16\pi G}\int (R-2\Lambda ){\sqrt {-g}}d^{4}x+S_{m}\;,}
з відповідною зміною рівнянь поля від
{\displaystyle T^{\mu \nu }={1 \over 8\pi G}(R^{\mu \nu }-g^{\mu \nu }R/2)\;}
до
{\displaystyle T^{\mu \nu }={1 \over 8\pi G}(R^{\mu \nu }-g^{\mu \nu }R/2+\Lambda g^{\mu \nu })\;.}
В альтернативних метричних теоріях гравітації цю сталу можна запровадити аналогічно.
Космологічна стала — не єдиний спосіб отримати прискорення розширення Всесвіту в ОЗТВ та альтернативних теоріях гравітації. Її роль з успіхом може відігравати скалярний потенціал {\displaystyle \lambda (\varphi )\;} у скалярно-тензорних теоріях. Взагалі, якщо теорія містить скалярне гравітаційне поле {\displaystyle \varphi \;,} то додавання до гравітаційної частини дії члена {\displaystyle \lambda (\varphi )\;} може за різних видів цієї функції відтворити будь-яку наперед задану історію космологічного розширення. Міркування простоти та природності приводять до залежностей {\displaystyle \lambda (\varphi )\;} таких, що прискорення розширення велике в ранньому Всесвіті і зменшується до сучасної доби. Це поле {\displaystyle \varphi \;} називають квінтесенцією.
Схожа методика працює і в разі векторних гравітаційних полів, що з'являються в теорії Рестолла (1979) та векторно-тензорних теоріях. Додавання до гравітаційної дії члена {\displaystyle K^{\mu }K^{\nu }g_{\mu \nu }\;} приводить до імітації космологічної сталої.

### Релятивістська МОНД (Модифікована Ньютонівська Динаміка)
(Див. подробиці в статтях Модифікована ньютонівська динаміка, Тензорно-векторно-скалярна теорія гравітації та праці Бекенштейна (2004)).
Оригінальну теорію МОНД розробив 1983 року Мілгром як альтернативу «темній матерії». Відхилення від ньютонівського характеру гравітації ({\displaystyle F\sim r^{-2}}) спостерігаються за певного прискорення, а не на певній відстані. МОНД успішно пояснює співвідношення Туллі — Фішера: світність галактики змінюється пропорційно четвертому степеню її швидкості обертання. Ця теорія також показує, чому відхилення від очікуваного характеру обертання найбільші в карликових галактиках.
Початкова теорія мала кілька недоліків:
i. не включала релятивістських ефектів;
ii. порушувала закони збереження енергії, імпульсу та моменту імпульсу;
iii. була внутрішньо суперечливою, оскільки передбачала різні галактичні орбіти для газу та зір;
iv. не давала можливості обчислити гравітаційне лінзування скупченнями галактик.
1984 року проблеми ii. та iii. вирішено завдяки відшуканню лагранжевої форми цієї теорії (англ. AQUAL). Релятивістську версію отриманого лагранжіана, відповідну скалярно-тензорній теорії, відкинуто, оскільки вона давала хвилі скалярного поля, які поширюються швидше за світло. Нерелятивістський лагранжіан має таку форму:
{\displaystyle L=-{a_{0}^{2} \over 8\pi G}f\left\lbrack {|\nabla \varphi |^{2} \over a_{0}^{2}}\right\rbrack -\rho \varphi \;.}
Його релятивітська версія
{\displaystyle L=-{a_{0}^{2} \over 8\pi G}{\tilde {f}}(L^{2}g^{\mu \nu }\partial _{\mu }\phi \partial _{\nu }\phi )\;}
має нестандартний масовий член. Тут {\displaystyle f\;} і {\displaystyle {\tilde {f}}} — довільні функції, обмежені лише вимогами коректної поведінки теорії в ньютонівській та МОНД границях.
1988 року запропоновано варіант теорії з додатковим скалярним полем (англ. PCC), що вирішує проблеми попереднього варіанту, але його передбачення суперечили даним щодо зсув перигелію Меркурія і гравітаційного лінзування галактиками та їх скупченнями.
1997 року МОНД успішно включено до релятивістської стратифікованої теорії Сандерса, але ця теорія, як і будь-яка стратифікована, має суттєві проблеми з ефектами виділених систем відліку.
Бекенштейн (2004) створив тензорно-векторно-скалярну модель (TeVeS). У ній є два скалярні поля {\displaystyle \varphi \;} і {\displaystyle \sigma \;,} а також векторне поле {\displaystyle U_{\alpha }\;.} Дія розбивається на гравітаційну, скалярну, векторну та матеріальну частини.
{\displaystyle S=S_{g}+S_{s}+S_{v}+S_{m}\;.}
Гравітаційна частина — така сама, як у ЗТВ,
{\displaystyle S_{s}=-\textstyle {\frac {1}{2}}\int [\sigma ^{2}h^{\alpha \beta }\varphi _{,\alpha }\varphi _{,\beta }+\textstyle {\frac {1}{2}}Gl^{-2}\sigma ^{4}F(kG\sigma ^{2})]{\sqrt {-g}}d^{4}x\;,}
{\displaystyle S_{v}=-{K \over 32\pi G}\int [g^{\alpha \beta }g^{\mu \nu }U_{[\alpha ,\mu ]}U_{[\beta ,\nu ]}-2(\lambda /K)(g^{\mu }\nu U_{\mu }U_{n}u+1)]{\sqrt {-g}}d^{4}x\;,}
{\displaystyle S_{m}=\int L({\tilde {g}}_{\mu \nu },f^{\alpha },f_{|\mu }^{\alpha },\cdots ){\sqrt {-g}}d^{4}x\;,}
де за визначенням {\displaystyle h^{\alpha \beta }=g^{\alpha \beta }-U^{\alpha }U^{\beta }\;}, {\displaystyle l\;} — характерна довжина, {\displaystyle k\;} і {\displaystyle K\;} — сталі, квадратні дужки навколо індексів {\displaystyle U_{[\alpha ,\mu ]}\;} позначають антисиметризацію, {\displaystyle \lambda \;} — лагранжів множник, {\displaystyle {\tilde {g}}^{\alpha \beta }=e^{2\phi }g^{\alpha \beta }+2U^{\alpha }U^{\beta }\operatorname {sh} (2\varphi )\;}, а {\displaystyle L\;} являє собою лагранжіан, переведений із плоского простору-часу в довільно викривлений із метрикою {\displaystyle {\tilde {g}}^{\alpha \beta }\;}.
{\displaystyle F\;} знову є довільною функцією, і {\displaystyle F(\mu )=\textstyle {\frac {3}{4}}{\mu ^{2}(\mu -2)^{2} \over 1-\mu }\;} наведено як приклад функції, що дає правильну асимптотичну поведінку; зазначимо, що при {\displaystyle \mu =1\;} ця функція є невизначеною.
Дані за статистикою слабкого гравітаційного лінзування, опубліковані 2010 року, суперечать початковій моделі Бекенштейна, також вона має труднощі під час пояснення ефектів у галактиках, що зіштовхуються.

### Теорії гравітації Моффата
1995 року Моффат розробив неметричну несиметричну теорію гравітації (НТГ). Стверджувалося, що в ній відсутні горизонти чорних дір, але Бурко та Орі (1995) показали, що це не так і чорні діри можуть існувати і в такій теорії гравітації.
Пізніше Моффат стверджував, що його теорія пояснює криві обертання галактик без залучення темної матерії. Дамур, Дезер і Маккарті (1993) критикували НТГ за неприйнятну асимптотичну поведінку.
Математичне оформлення теорії не складне, але заплутане, так що наведемо лише короткий нарис. У теорії вводиться несиметричний тензор {\displaystyle g_{\mu \nu }\;} і лагранжова густина ділиться на дві частини: гравітаційну та матеріальну
{\displaystyle L=L_{R}+L_{M}\;,}
причому лагранжіан матерії {\displaystyle L_{M}\;} має такий самий вигляд, що й у ЗТВ, а
{\displaystyle L_{R}={\sqrt {-g}}[R(W)-2\lambda -\textstyle {\frac {1}{4}}\mu ^{2}g^{\mu \nu }g_{[\mu \nu ]}]-\textstyle {\frac {1}{6}}g^{\mu \nu }W_{\mu }W_{\nu }\;,}
де {\displaystyle R(W)\;} — член кривини, аналогічний, але не тотожний скалярній кривині ЗТВ, {\displaystyle \lambda \;} і {\displaystyle \mu ^{2}\;} — космологічні сталі, {\displaystyle g_{[\nu \mu ]}\;} — антисиметрична частина {\displaystyle g_{\nu \mu }\;,} а {\displaystyle W_{\mu }\;} — зв'язність, отримувана специфічним рекурсивним способом. У першому наближенні {\displaystyle W_{\mu }\approx -2g_{[\mu \nu ]}^{,\nu }\;.}
Теорія Моффата (2002), як стверджує автор, є скалярно-тензорною біметричною теорією гравітації та однією з багатьох теорій, у яких швидкість світла в ранньому Всесвіті була вищою. Ці теорії породжені, зокрема, прагненням уникнути «проблеми горизонту» без залучення інфляції. Гравітаційна стала {\displaystyle G\;} в цій теорії змінна, крім того, вона намагається пояснити нестачу яскравості наднових з точки зору, яка не включає прискорення розширення Всесвіту, а отже ризикуючи передбачити замалий час існування Всесвіту.
Загалом ця теорія виглядає непереконливо. Дія поділяється на гравітаційну, скалярну та матеріальну частини. Рівняння гравітаційного та скалярного поля збігаються зі стандартними рівняннями теорії Бранса — Дікке з космологічною сталою та скалярним потенціалом, але в них входить метрика Мінковського. Тільки матеріальний член використовує неплоску метрику, яка дорівнює
{\displaystyle g_{\mu \nu }=\eta _{\mu \nu }+B\partial _{\mu }\varphi \partial _{\nu }\varphi \;,}
де {\displaystyle B\;} має розмірність квадрата довжини. Ця теорія, принаймні, не проходить перевірки на лоренц-інваріантність та відхилення світла у гравітаційному полі.
Метрична теорія з антисиметричним тензором (Моффат (2005a)) передбачає криві обертання галактик без залучення концепцій «темної матерії» або МОНД, і, як стверджують, може успішно пояснювати гравітаційне лінзування в галактичних скупченнях. Вона має змінне {\displaystyle G\;}, що зростає до скінченного сучасного значення приблизно за мільйон років після Великого Вибуху.
Ця теорія містить антисиметричне тензорне {\displaystyle A_{\mu \nu }\;} та векторне {\displaystyle J_{\mu }\;} поля. Дія включає 4 члени: гравітаційний, польовий, взаємодії та матеріальний
{\displaystyle S=S_{G}+S_{F}+S_{FM}+S_{M}\;.}
Гравітаційний та матеріальний члени збігаються з такими у ЗТВ з космологічною сталою. Польова дія та член взаємодії антисиметричного поля з матерією мають вигляд:
{\displaystyle S_{F}=\int d^{4}x{\sqrt {-g}}(\textstyle {\frac {1}{12}}F_{\mu \nu \rho }F^{\mu \nu \rho }-\textstyle {\frac {1}{4}}\mu ^{2}A_{\mu \nu }A^{\mu \nu })\;,}
{\displaystyle S_{FM}=\int d^{4}x\epsilon ^{\alpha \beta \mu \nu }A_{\alpha \beta }\partial _{\mu }J_{\nu }\;,}
де
{\displaystyle F_{\mu \nu \rho }=\partial _{\mu }A_{\nu \rho }+\partial _{\rho }A_{\mu \nu }\;,}
а {\displaystyle \epsilon ^{\alpha \beta \mu \nu }\;} — символ Леві-Чивіти. Взаємодія має паулівський вигляд і калібрувально інваріантна для будь-якого струму джерела, яке, у свою чергу, виглядає як матеріальне ферміонне поле, пов'язане з баріонним і лептонним числом.
Тензорно-векторно-скалярна теорія гравітації Моффата (2005b) містить тензорне, векторне {\displaystyle K_{\mu }} і три скалярних поля {\displaystyle G\;}, {\displaystyle \omega \;}, {\displaystyle \mu \;} Але її польові рівняння досить прості. Дія розбивається на гравітаційну, векторну, скалярну та матеріальну частини:
{\displaystyle S=S_{G}+S_{K}+S_{S}+S_{M}\;.}
{\displaystyle S_{G}\;} має стандартний вигляд, за винятком внесення під інтеграл множника {\displaystyle G\;.}
{\displaystyle S_{K}=-\int d^{4}x{\sqrt {-g}}\omega (\textstyle {\frac {1}{4}}B_{\mu \nu }B^{\mu \nu }+V(K))\;,}
де {\displaystyle B_{\mu \nu }=\partial _{\mu }K_{\nu }-\partial _{\nu }K_{\mu }\;,}
{\displaystyle S_{S}=-\int d^{4}x{\sqrt {-g}}({1 \over G^{3}}({\frac {1}{2}}g^{\mu \nu }\nabla _{\mu }G\nabla _{\nu }G-V(G))+}
{\displaystyle {\quad ^{}}+{1 \over G}({\frac {1}{2}}g^{\mu \nu }\nabla _{\mu }\omega \nabla _{\nu }\omega -V(\omega ))+}
{\displaystyle {\quad ^{}}+{1 \over \mu ^{2}G}({\frac {1}{2}}g^{\mu \nu }\nabla _{\mu }\mu \nabla _{\nu }\mu -V(\mu )))\;.}
Потенціал для векторного поля вибирають у такому вигляді:
{\displaystyle V(K)=-\textstyle {\frac {1}{2}}\mu ^{2}\varphi ^{\mu }\phi _{\mu }-\textstyle {\frac {1}{4}}g(\varphi ^{\mu }\varphi _{\mu })^{2}\;,}
де {\displaystyle g\;} — стала зв'язку. Потенціальні функції скалярних полів не конкретизовано.